# Chia động từ tiếng Tây Ban Nha
Bài này cung cấp một bộ bảng chia động từ của tiếng Tây Ban Nha, bao gồm ví dụ của động từ thường và một số động từ bất quy tắc phổ biến nhất.  Đối với các động từ bất quy tắc khác, xem động từ bất quy tắc tiếng Tây Ban Nha.
Bảng này chỉ bao gồm các thì "đơn" (nghĩa là hình thành với  chỉ một từ), và không phải các thì "phức" (loại mà được tạo ra với một trợ động từ cộng một dạng không giới hạn của động từ chính), như là thì tiếp diễn, hoàn thành và bị động.
Đại từ yo, tú, vos, él, nosotros, vosotros và ellos được sử dụng để tượng trưng hóa ba ngôi và hai số.  Lưu ý, tuy nhiên, tiếng Tây Ban Nha là một ngôn ngữ bỏ đại từ, và do đó điển hình là đại từ nhân xưng sẽ bị bỏ qua khi không cần sử dụng để so sánh hay nhấn mạnh. Cũng chú ý rằng nếu chủ ngữ được nêu rõ, nó có thể có nghĩa khác thay vì làm đại từ. Ví dụ, él, ella, hoặc usted có thể bị thay thế bở một cụm danh từ, hoặc động từ có thể xuất hiện với se không ngôi và không có chủ ngữ (VD: Aquí se vive bien, 'Ai đó sống tốt ở đây'). Số nhiều ngôi một nosotros, nosotras, tú y yo, hoặc él y yo có thể được thay thế bở một cụm danh từ bao gồm người nói (e.g. Los estudiantes tenemos hambre, 'Chúng tôi đói').  Điều này cũng đúng với vosotros và ellos.

## Động từ thường

### Chia động từ-ar(amar, 'yêu')
| Không giới hạn (Formas no personales)                            | Hình thức                                                                                      | Hình thức                                                                                      | Hình thức                                                                                      | Hình thức                                                                                      | Hình thức                                                                                      | Hình thức                                                                                      | Hình thức                                                                                      |
| ---------------------------------------------------------------- | ---------------------------------------------------------------------------------------------- | ---------------------------------------------------------------------------------------------- | ---------------------------------------------------------------------------------------------- | ---------------------------------------------------------------------------------------------- | ---------------------------------------------------------------------------------------------- | ---------------------------------------------------------------------------------------------- | ---------------------------------------------------------------------------------------------- |
| Nguyên thể (Infinitivo)                                          | amar                                                                                           | amar                                                                                           | amar                                                                                           | amar                                                                                           | amar                                                                                           | amar                                                                                           | amar                                                                                           |
| Động danh từ (Gerundio)                                          | amando                                                                                         | amando                                                                                         | amando                                                                                         | amando                                                                                         | amando                                                                                         | amando                                                                                         | amando                                                                                         |
| Quá khứ phân từ (Participio)                                     | amado (amado, amada, amados, amadas — Số ít giống đực, cái, số nhiều giống đực, cái tương ứng) | amado (amado, amada, amados, amadas — Số ít giống đực, cái, số nhiều giống đực, cái tương ứng) | amado (amado, amada, amados, amadas — Số ít giống đực, cái, số nhiều giống đực, cái tương ứng) | amado (amado, amada, amados, amadas — Số ít giống đực, cái, số nhiều giống đực, cái tương ứng) | amado (amado, amada, amados, amadas — Số ít giống đực, cái, số nhiều giống đực, cái tương ứng) | amado (amado, amada, amados, amadas — Số ít giống đực, cái, số nhiều giống đực, cái tương ứng) | amado (amado, amada, amados, amadas — Số ít giống đực, cái, số nhiều giống đực, cái tương ứng) |
| Chỉ định (Indicativo)                                            | yo                                                                                             | tú                                                                                             | vos                                                                                            | él / ella / usted                                                                              | nosotros / nosotras                                                                            | vosotros / vosotras                                                                            | ellos / ellas / ustedes                                                                        |
| Hiện tại (Presente)                                              | amo                                                                                            | amas                                                                                           | amás                                                                                           | ama                                                                                            | amamos                                                                                         | amáis                                                                                          | aman                                                                                           |
| Quá khứ chưa hoàn thành (Pretérito imperfecto or copretérito)    | amaba                                                                                          | amabas                                                                                         | amabas                                                                                         | amaba                                                                                          | amábamos                                                                                       | amabais                                                                                        | amaban                                                                                         |
| Quá khứ đã hoàn thành (Pretérito perfecto simple hoặc Pretérito) | amé                                                                                            | amaste                                                                                         | amastes / amaste                                                                               | amó                                                                                            | amamos                                                                                         | amasteis                                                                                       | amaron                                                                                         |
| Tương lai (Futuro simple hoặc Futuro)                            | amaré                                                                                          | amarás                                                                                         | amarás                                                                                         | amará                                                                                          | amaremos                                                                                       | amaréis                                                                                        | amarán                                                                                         |
| Điều kiện (Condicional simple hoặc Pospretérito)                 | amaría                                                                                         | amarías                                                                                        | amarías                                                                                        | amaría                                                                                         | amaríamos                                                                                      | amaríais                                                                                       | amarían                                                                                        |
| Giả định (Subjuntivo)                                            | yo                                                                                             | tú                                                                                             | vos                                                                                            | él / ella / usted                                                                              | nosotros / nosotras                                                                            | vosotros / vosotras                                                                            | ellos / ellas / ustedes                                                                        |
| Hiện tại (Presente)                                              | ame                                                                                            | ames                                                                                           | amés / ames                                                                                    | ame                                                                                            | amemos                                                                                         | améis                                                                                          | amen                                                                                           |
| Quá khứ chưa hoàn thành 1 (Pretérito imperfecto hoặc Pretérito)  | amara                                                                                          | amaras                                                                                         | amaras                                                                                         | amara                                                                                          | amáramos                                                                                       | amarais                                                                                        | amaran                                                                                         |
| Quá khứ chưa hoàn thành 2                                        | amase                                                                                          | amases                                                                                         | amases                                                                                         | amase                                                                                          | amásemos                                                                                       | amaseis                                                                                        | amasen                                                                                         |
| Tương lai (Futuro simple hoặc Futuro)                            | amare                                                                                          | amares                                                                                         | amares                                                                                         | amare                                                                                          | amáremos                                                                                       | amareis                                                                                        | amaren                                                                                         |
| Mệnh lệnh (Imperativo)                                           |                                                                                                | tú                                                                                             | vos                                                                                            | usted                                                                                          | nosotros / nosotras                                                                            | vosotros / vosotras                                                                            | ustedes                                                                                        |
| Khẳng định                                                       |                                                                                                | ama                                                                                            | amá                                                                                            | ame                                                                                            | amemos                                                                                         | amad                                                                                           | amen                                                                                           |
| Phủ định                                                         |                                                                                                | no ames                                                                                        | no amés / no ames                                                                              | no ame                                                                                         | no amemos                                                                                      | no améis                                                                                       | no amen                                                                                        |

### Chia động từ-er(temer, 'sợ')
| Không giới hạn            | Hình thức                                                                                          | Hình thức                                                                                          | Hình thức                                                                                          | Hình thức                                                                                          | Hình thức                                                                                          | Hình thức                                                                                          | Hình thức                                                                                          |
| ------------------------- | -------------------------------------------------------------------------------------------------- | -------------------------------------------------------------------------------------------------- | -------------------------------------------------------------------------------------------------- | -------------------------------------------------------------------------------------------------- | -------------------------------------------------------------------------------------------------- | -------------------------------------------------------------------------------------------------- | -------------------------------------------------------------------------------------------------- |
| Nguyên thể                | temer                                                                                              | temer                                                                                              | temer                                                                                              | temer                                                                                              | temer                                                                                              | temer                                                                                              | temer                                                                                              |
| Động danh từ              | temiendo                                                                                           | temiendo                                                                                           | temiendo                                                                                           | temiendo                                                                                           | temiendo                                                                                           | temiendo                                                                                           | temiendo                                                                                           |
| Quá khứ phân từ           | temido (temido, temida, temidos, temidas — số ít giống đực, cái, số nhiều giống đực, cái lần lượt) | temido (temido, temida, temidos, temidas — số ít giống đực, cái, số nhiều giống đực, cái lần lượt) | temido (temido, temida, temidos, temidas — số ít giống đực, cái, số nhiều giống đực, cái lần lượt) | temido (temido, temida, temidos, temidas — số ít giống đực, cái, số nhiều giống đực, cái lần lượt) | temido (temido, temida, temidos, temidas — số ít giống đực, cái, số nhiều giống đực, cái lần lượt) | temido (temido, temida, temidos, temidas — số ít giống đực, cái, số nhiều giống đực, cái lần lượt) | temido (temido, temida, temidos, temidas — số ít giống đực, cái, số nhiều giống đực, cái lần lượt) |
| Chỉ định                  | yo                                                                                                 | tú                                                                                                 | vos                                                                                                | él / ella / usted                                                                                  | nosotros / nosotras                                                                                | vosotros / vosotras                                                                                | ellos / ellas / ustedes                                                                            |
| Hiện tại                  | temo                                                                                               | temes                                                                                              | temés                                                                                              | teme                                                                                               | tememos                                                                                            | teméis                                                                                             | temen                                                                                              |
| Quá khứ chưa hoàn thành   | temía                                                                                              | temías                                                                                             | temías                                                                                             | temía                                                                                              | temíamos                                                                                           | temíais                                                                                            | temían                                                                                             |
| Quá khứ đã hoàn thành     | temí                                                                                               | temiste                                                                                            | temistes / temiste                                                                                 | temió                                                                                              | temimos                                                                                            | temisteis                                                                                          | temieron                                                                                           |
| Tương lai                 | temeré                                                                                             | temerás                                                                                            | temerás                                                                                            | temerá                                                                                             | temeremos                                                                                          | temeréis                                                                                           | temerán                                                                                            |
| Điều kiện                 | temería                                                                                            | temerías                                                                                           | temerías                                                                                           | temería                                                                                            | temeríamos                                                                                         | temeríais                                                                                          | temerían                                                                                           |
| Giả định                  | yo                                                                                                 | tú                                                                                                 | vos                                                                                                | él / ella / usted                                                                                  | nosotros / nosotras                                                                                | vosotros / vosotras                                                                                | ellos / ellas / ustedes                                                                            |
| Hiện tại                  | tema                                                                                               | temas                                                                                              | temás / temas                                                                                      | tema                                                                                               | temamos                                                                                            | temáis                                                                                             | teman                                                                                              |
| Quá khứ chưa hoàn thành 1 | temiera                                                                                            | temieras                                                                                           | temieras                                                                                           | temiera                                                                                            | temiéramos                                                                                         | temierais                                                                                          | temieran                                                                                           |
| Quá khứ chưa hoàn thành 2 | temiese                                                                                            | temieses                                                                                           | temieses                                                                                           | temiese                                                                                            | temiésemos                                                                                         | temieseis                                                                                          | temiesen                                                                                           |
| Tương lai                 | temiere                                                                                            | temieres                                                                                           | temieres                                                                                           | temiere                                                                                            | temiéremos                                                                                         | temiereis                                                                                          | temieren                                                                                           |
| Mệnh lệnh                 | | tú                                                                                                 | vos                                                                                                | usted                                                                                              | nosotros / nosotras                                                                                | vosotros / vosotras                                                                                | ustedes                                                                                            |
| Khẳng định                | | teme                                                                                               | temé                                                                                               | tema                                                                                               | temamos                                                                                            | temed                                                                                              | teman                                                                                              |
| Phủ định                  | | no temas                                                                                           | no temás / no temas                                                                                | no tema                                                                                            | no temamos                                                                                         | no temáis                                                                                          | no teman                                                                                           |

### Chia động từ-ir(partir, 'chia sẻ/xuất phát')
| Không giới hạn            | Hình thức                                                                                              | Hình thức                                                                                              | Hình thức                                                                                              | Hình thức                                                                                              | Hình thức                                                                                              | Hình thức                                                                                              | Hình thức                                                                                              |
| ------------------------- | --- | --- | --- | --- | --- | --- | --- |
| Nguyên thể                | partir                                                                                                 | partir                                                                                                 | partir                                                                                                 | partir                                                                                                 | partir                                                                                                 | partir                                                                                                 | partir                                                                                                 |
| Động danh từ              | partiendo                                                                                              | partiendo                                                                                              | partiendo                                                                                              | partiendo                                                                                              | partiendo                                                                                              | partiendo                                                                                              | partiendo                                                                                              |
| Quá khứ phân từ           | partido (partido, partida, partidos, partidas — số ít giống đực, cái, số nhiều giống đực cái lần lượt) | partido (partido, partida, partidos, partidas — số ít giống đực, cái, số nhiều giống đực cái lần lượt) | partido (partido, partida, partidos, partidas — số ít giống đực, cái, số nhiều giống đực cái lần lượt) | partido (partido, partida, partidos, partidas — số ít giống đực, cái, số nhiều giống đực cái lần lượt) | partido (partido, partida, partidos, partidas — số ít giống đực, cái, số nhiều giống đực cái lần lượt) | partido (partido, partida, partidos, partidas — số ít giống đực, cái, số nhiều giống đực cái lần lượt) | partido (partido, partida, partidos, partidas — số ít giống đực, cái, số nhiều giống đực cái lần lượt) |
| Chỉ định                  | yo | tú | vos | él / ella / usted                                                                                      | nosotros / nosotras                                                                                    | vosotros / vosotras                                                                                    | ellos / ellas / ustedes                                                                                |
| Hiện tại                  | parto                                                                                                  | partes                                                                                                 | partís                                                                                                 | parte                                                                                                  | partimos                                                                                               | partís                                                                                                 | parten                                                                                                 |
| Quá khứ chưa hoàn thành   | partía                                                                                                 | partías                                                                                                | partías                                                                                                | partía                                                                                                 | partíamos                                                                                              | partíais                                                                                               | partían                                                                                                |
| Quá khứ đã hoàn thành     | partí                                                                                                  | partiste                                                                                               | partistes / partiste                                                                                   | partió                                                                                                 | partimos                                                                                               | partisteis                                                                                             | partieron                                                                                              |
| Tương lại                 | partiré                                                                                                | partirás                                                                                               | partirás                                                                                               | partirá                                                                                                | partiremos                                                                                             | partiréis                                                                                              | partirán                                                                                               |
| Điều kiện                 | partiría                                                                                               | partirías                                                                                              | partirías                                                                                              | partiría                                                                                               | partiríamos                                                                                            | partiríais                                                                                             | partirían                                                                                              |
| Giả định                  | yo | tú | vos | él / ella / usted                                                                                      | nosotros / nosotras                                                                                    | vosotros / vosotras                                                                                    | ellos / ellas / ustedes                                                                                |
| Hiện tại                  | parta                                                                                                  | partas                                                                                                 | partás / partas                                                                                        | parta                                                                                                  | partamos                                                                                               | partáis                                                                                                | partan                                                                                                 |
| Quá khứ chưa hoàn thành 1 | partiera                                                                                               | partieras                                                                                              | partieras                                                                                              | partiera                                                                                               | partiéramos                                                                                            | partierais                                                                                             | partieran                                                                                              |
| Quá khứ chưa hoàn thành 2 | partiese                                                                                               | partieses                                                                                              | partieses                                                                                              | partiese                                                                                               | partiésemos                                                                                            | partieseis                                                                                             | partiesen                                                                                              |
| Tương lai                 | partiere                                                                                               | partieres                                                                                              | partieres                                                                                              | partiere                                                                                               | partiéremos                                                                                            | partiereis                                                                                             | partieren                                                                                              |
| Mệnh lệnh                 | | tú | vos'                                                                                                   | usted                                                                                                  | nosotros / nosotras                                                                                    | vosotros / vosotras                                                                                    | ustedes                                                                                                |
| Khẳng định                | | parte                                                                                                  | partí                                                                                                  | parta                                                                                                  | partamos                                                                                               | partid                                                                                                 | partan                                                                                                 |
| Phủ định                  | | no partas                                                                                              | no partás / no partas                                                                                  | no parta                                                                                               | no partamos                                                                                            | no partáis                                                                                             | no partan                                                                                              |

## Động từ bất quy tắc

### Ser, 'là (thực chất)'
| Không xác định            | Hình thức                                     | Hình thức                                     | Hình thức                                     | Hình thức                                     | Hình thức                                     | Hình thức                                     | Hình thức                                     |
| ------------------------- | --------------------------------------------- | --------------------------------------------- | --------------------------------------------- | --------------------------------------------- | --------------------------------------------- | --------------------------------------------- | --------------------------------------------- |
| Nguyên thể                | ser                                           | ser                                           | ser                                           | ser                                           | ser                                           | ser                                           | ser                                           |
| Động danh từ              | siendo                                        | siendo                                        | siendo                                        | siendo                                        | siendo                                        | siendo                                        | siendo                                        |
| Quá khứ phân từ           | sido (không bao giờ được sử dụng làm tính từ) | sido (không bao giờ được sử dụng làm tính từ) | sido (không bao giờ được sử dụng làm tính từ) | sido (không bao giờ được sử dụng làm tính từ) | sido (không bao giờ được sử dụng làm tính từ) | sido (không bao giờ được sử dụng làm tính từ) | sido (không bao giờ được sử dụng làm tính từ) |
| Chỉ định                  | yo                                            | tú                                            | vos                                           | él / ella / usted                             | nosotros / nosotras                           | vosotros / vosotras                           | ellos / ellas / ustedes                       |
| Hiện tại                  | soy                                           | eres                                          | sos                                           | es                                            | somos                                         | sois                                          | son                                           |
| Quá khứ chưa hoàn thành   | era                                           | eras                                          | eras                                          | era                                           | éramos                                        | erais                                         | eran                                          |
| Quá khứ đã hoàn thành     | fui                                           | fuiste                                        | fuistes / fuiste                              | fue                                           | fuimos                                        | fuisteis                                      | fueron                                        |
| Tương lai                 | seré                                          | serás                                         | serás                                         | será                                          | seremos                                       | seréis                                        | serán                                         |
| Điều kiện                 | sería                                         | serías                                        | serías                                        | sería                                         | seríamos                                      | seríais                                       | serían                                        |
| Giả định                  | yo                                            | tú                                            | vos                                           | él / ella / usted                             | nosotros / nosotras                           | vosotros / vosotras                           | ellos / ellas / ustedes                       |
| Hiện tại                  | sea                                           | seas                                          | seás / seas                                   | sea                                           | seamos                                        | seáis                                         | sean                                          |
| Quá khứ chưa hoàn thành 1 | fuera                                         | fueras                                        | fueras                                        | fuera                                         | fuéramos                                      | fuerais                                       | fueran                                        |
| Quá khứ chưa hoàn thành 2 | fuese                                         | fueses                                        | fueses                                        | fuese                                         | fuésemos                                      | fueseis                                       | fuesen                                        |
| Tương lai                 | fuere                                         | fueres                                        | fueres                                        | fuere                                         | fuéremos                                      | fuereis                                       | fueren                                        |
| Mệnh lệnh                 |                                               | tú                                            | vos                                           | usted                                         | nosotros / nosotras                           | vosotros / vosotras                           | ustedes                                       |
| Khẳng định                |                                               | sé                                            | sé                                            | sea                                           | seamos                                        | sed                                           | sean                                          |
| Phủ định                  |                                               | no seas                                       | no seás / no seas                             | no sea                                        | no seamos                                     | no seáis                                      | no sean                                       |

### Estar, 'là (một trạng thái)'
| Không xác định            | Hình thức                                       | Hình thức                                       | Hình thức                                       | Hình thức                                       | Hình thức                                       | Hình thức                                       | Hình thức                                       |
| ------------------------- | ----------------------------------------------- | ----------------------------------------------- | ----------------------------------------------- | ----------------------------------------------- | ----------------------------------------------- | ----------------------------------------------- | ----------------------------------------------- |
| Nguyên thể                | estar                                           | estar                                           | estar                                           | estar                                           | estar                                           | estar                                           | estar                                           |
| Động danh từ              | estando                                         | estando                                         | estando                                         | estando                                         | estando                                         | estando                                         | estando                                         |
| Quá khứ phân từ           | estado (không bao giờ được sử dụng làm tính từ) | estado (không bao giờ được sử dụng làm tính từ) | estado (không bao giờ được sử dụng làm tính từ) | estado (không bao giờ được sử dụng làm tính từ) | estado (không bao giờ được sử dụng làm tính từ) | estado (không bao giờ được sử dụng làm tính từ) | estado (không bao giờ được sử dụng làm tính từ) |
| Chỉ định                  | yo                                              | tú                                              | vos                                             | él / ella / usted                               | nosotros / nosotras                             | vosotros / vosotras                             | ellos / ellas / ustedes                         |
| Hiện tại                  | estoy                                           | estás                                           | estás                                           | está                                            | estamos                                         | estáis                                          | están                                           |
| Quá khứ chưa hoàn thành   | estaba                                          | estabas                                         | estabas                                         | estaba                                          | estábamos                                       | estabais                                        | estaban                                         |
| Quá khứ đã hoàn thành     | estuve                                          | estuviste                                       | estuvistes / estuviste                          | estuvo                                          | estuvimos                                       | estuvisteis                                     | estuvieron                                      |
| Tương lai                 | estaré                                          | estarás                                         | estarás                                         | estará                                          | estaremos                                       | estaréis                                        | estarán                                         |
| Điều kiện                 | estaría                                         | estarías                                        | estarías                                        | estaría                                         | estaríamos                                      | estaríais                                       | estarían                                        |
| Giả định                  | yo                                              | tú                                              | vos                                             | él / ella / usted                               | nosotros / nosotras                             | vosotros / vosotras                             | ellos / ellas / ustedes                         |
| Hiện tại                  | esté                                            | estés                                           | estés                                           | esté                                            | estemos                                         | estéis                                          | estén                                           |
| Quá khứ chưa hoàn thành 1 | estuviera                                       | estuvieras                                      | estuvieras                                      | estuviera                                       | estuviéramos                                    | estuvierais                                     | estuvieran                                      |
| Quá khứ chưa hoàn thành 2 | estuviese                                       | estuvieses                                      | estuvieses                                      | estuviese                                       | estuviésemos                                    | estuvieseis                                     | estuviesen                                      |
| Tương lai                 | estuviere                                       | estuvieres                                      | estuvieres                                      | estuviere                                       | estuviéremos                                    | estuviereis                                     | estuvieren                                      |
| Mệnh lệnh                 |                                                 | tú                                              | vos                                             | usted                                           | nosotros / nosotras                             | vosotros / vosotras                             | ustedes                                         |
| Khẳng định                |                                                 | estate                                          | está                                            | esté                                            | estemos                                         | estad                                           | estén                                           |
| Phủ định                  |                                                 | no estés                                        | no estés                                        | no esté                                         | no estemos                                      | no estéis                                       | no estén                                        |

### Haber, 'có (trợ động từ)'
| Không xác định                             | Hình thức                                  | Hình thức                                  | Hình thức                                  | Hình thức                                  | Hình thức                                  | Hình thức                                  | Hình thức                                  |
| ------------------------------------------ | ------------------------------------------ | ------------------------------------------ | ------------------------------------------ | ------------------------------------------ | ------------------------------------------ | ------------------------------------------ | ------------------------------------------ |
| Nguyên thể                                 | haber                                      | haber                                      | haber                                      | haber                                      | haber                                      | haber                                      | haber                                      |
| Động danh từ                               | habiendo                                   | habiendo                                   | habiendo                                   | habiendo                                   | habiendo                                   | habiendo                                   | habiendo                                   |
| Quá khứ phân từ                            | habido (hiếm khi được sử dụng làm tính từ) | habido (hiếm khi được sử dụng làm tính từ) | habido (hiếm khi được sử dụng làm tính từ) | habido (hiếm khi được sử dụng làm tính từ) | habido (hiếm khi được sử dụng làm tính từ) | habido (hiếm khi được sử dụng làm tính từ) | habido (hiếm khi được sử dụng làm tính từ) |
| Chỉ định                                   | yo                                         | tú                                         | vos                                        | él / ella / usted                          | nosotros / nosotras                        | vosotros / vosotras                        | ellos / ellas / ustedes                    |
| Hiện tại                                   | he                                         | has                                        | has                                        | ha                                         | hemos / habemos                            | habéis                                     | han                                        |
| Quá khứ chưa hoàn thành                    | había                                      | habías                                     | habías                                     | había                                      | habíamos                                   | habíais                                    | habían                                     |
| Quá khứ đã hoàn thành                      | hube                                       | hubiste                                    | hubistes / hubiste                         | hubo                                       | hubimos                                    | hubisteis                                  | hubieron                                   |
| Tương lai                                  | habré                                      | habrás                                     | habrás                                     | habrá                                      | habremos                                   | habréis                                    | habrán                                     |
| Điều kiện                                  | habría                                     | habrías                                    | habrías                                    | habría                                     | habríamos                                  | habríais                                   | habrían                                    |
| Giả định                                   | yo                                         | tú                                         | vos                                        | él / ella / usted                          | nosotros / nosotras                        | vosotros / vosotras                        | ellos / ellas / ustedes                    |
| Hiện tại                                   | haya                                       | hayas                                      | hayás / hayas                              | haya                                       | hayamos                                    | hayáis                                     | hayan                                      |
| Quá khứ chưa hoàn thành 1                  | hubiera                                    | hubieras                                   | hubieras                                   | hubiera                                    | hubiéramos                                 | hubierais                                  | hubieran                                   |
| Quá khứ chưa hoàn thành 2                  | hubiese                                    | hubieses                                   | hubieses                                   | hubiese                                    | hubiésemos                                 | hubieseis                                  | hubiesen                                   |
| Tương lai                                  | hubiere                                    | hubieres                                   | hubieres                                   | hubiere                                    | hubiéremos                                 | hubiereis                                  | hubieren                                   |
| Mệnh lệnh (chỉ trong tiếng Tây Ban Nha cổ) |                                            | tú                                         | vos                                        | usted                                      | nosotros / nosotras                        | vosotros / vosotras                        | ustedes                                    |
| Khẳng định                                 |                                            | hé                                         | hé                                         | haya                                       | hayamos                                    | habed                                      | hayan                                      |
| Phủ định                                   |                                            | no hayas                                   | no hayás / no hayas                        | no haya                                    | no hayamos                                 | no hayáis                                  | no hayan                                   |

### Tener, 'có (sở hữu)'
Đôi khi người dạy tiếng Tây Ban Nha đề cập đến nó là động từ "Yo -go" ("tôi -go").
| Không xác định            | Hình thức                                                                                           | Hình thức                                                                                           | Hình thức                                                                                           | Hình thức                                                                                           | Hình thức                                                                                           | Hình thức                                                                                           | Hình thức                                                                                           |
| ------------------------- | --------------------------------------------------------------------------------------------------- | --------------------------------------------------------------------------------------------------- | --------------------------------------------------------------------------------------------------- | --------------------------------------------------------------------------------------------------- | --------------------------------------------------------------------------------------------------- | --------------------------------------------------------------------------------------------------- | --------------------------------------------------------------------------------------------------- |
| Nguyên thể                | tener                                                                                               | tener                                                                                               | tener                                                                                               | tener                                                                                               | tener                                                                                               | tener                                                                                               | tener                                                                                               |
| Động danh từ              | teniendo                                                                                            | teniendo                                                                                            | teniendo                                                                                            | teniendo                                                                                            | teniendo                                                                                            | teniendo                                                                                            | teniendo                                                                                            |
| Quá khứ phân từ           | tenido (tenido, tenida, tenidos, tenidas) — số ít giống đực, cái, số nhiều giống đực, cái lần lượt) | tenido (tenido, tenida, tenidos, tenidas) — số ít giống đực, cái, số nhiều giống đực, cái lần lượt) | tenido (tenido, tenida, tenidos, tenidas) — số ít giống đực, cái, số nhiều giống đực, cái lần lượt) | tenido (tenido, tenida, tenidos, tenidas) — số ít giống đực, cái, số nhiều giống đực, cái lần lượt) | tenido (tenido, tenida, tenidos, tenidas) — số ít giống đực, cái, số nhiều giống đực, cái lần lượt) | tenido (tenido, tenida, tenidos, tenidas) — số ít giống đực, cái, số nhiều giống đực, cái lần lượt) | tenido (tenido, tenida, tenidos, tenidas) — số ít giống đực, cái, số nhiều giống đực, cái lần lượt) |
| Chỉ định                  | yo                                                                                                  | tú                                                                                                  | vos                                                                                                 | él / ella / usted                                                                                   | nosotros / nosotras                                                                                 | vosotros / vosotras                                                                                 | ellos / ellas / ustedes                                                                             |
| Hiện tại                  | tengo                                                                                               | tienes                                                                                              | tenés                                                                                               | tiene                                                                                               | tenemos                                                                                             | tenéis                                                                                              | tienen                                                                                              |
| Quá khứ chưa hoàn thành   | tenía                                                                                               | tenías                                                                                              | tenías                                                                                              | tenía                                                                                               | teníamos                                                                                            | teníais                                                                                             | tenían                                                                                              |
| Quá khứ đã hoàn thành     | tuve                                                                                                | tuviste                                                                                             | tuvistes / tuviste                                                                                  | tuvo                                                                                                | tuvimos                                                                                             | tuvisteis                                                                                           | tuvieron                                                                                            |
| Tương lai                 | tendré                                                                                              | tendrás                                                                                             | tendrás                                                                                             | tendrá                                                                                              | tendremos                                                                                           | tendréis                                                                                            | tendrán                                                                                             |
| Điều kiện                 | tendría                                                                                             | tendrías                                                                                            | tendrías                                                                                            | tendría                                                                                             | tendríamos                                                                                          | tendríais                                                                                           | tendrían                                                                                            |
| Giả định                  | yo                                                                                                  | tú                                                                                                  | vos                                                                                                 | él / ella / usted                                                                                   | nosotros / nosotras                                                                                 | vosotros / vosotras                                                                                 | ellos / ellas / ustedes                                                                             |
| Hiện tại                  | tenga                                                                                               | tengas                                                                                              | tengás / tengas                                                                                     | tenga                                                                                               | tengamos                                                                                            | tengáis                                                                                             | tengan                                                                                              |
| Quá khứ chưa hoàn thành 1 | tuviera                                                                                             | tuvieras                                                                                            | tuvieras                                                                                            | tuviera                                                                                             | tuviéramos                                                                                          | tuvierais                                                                                           | tuvieran                                                                                            |
| Quá khứ chưa hoàn thành 2 | tuviese                                                                                             | tuvieses                                                                                            | tuvieses                                                                                            | tuviese                                                                                             | tuviésemos                                                                                          | tuvieseis                                                                                           | tuviesen                                                                                            |
| Tương lai                 | tuviere                                                                                             | tuvieres                                                                                            | tuvieres                                                                                            | tuviere                                                                                             | tuviéremos                                                                                          | tuviereis                                                                                           | tuvieren                                                                                            |
| Mệnh lệnh                 | | tú                                                                                                  | vos                                                                                                 | usted                                                                                               | nosotros / nosotras                                                                                 | vosotros / vosotras                                                                                 | ustedes                                                                                             |
| Khẳng định                | | ten                                                                                                 | tené                                                                                                | tenga                                                                                               | tengamos                                                                                            | tened                                                                                               | tengan                                                                                              |
| Phủ định                  | | no tengas                                                                                           | no tengás / no tengas                                                                               | no tenga                                                                                            | no tengamos                                                                                         | no tengáis                                                                                          | no tengan                                                                                           |

### Ir, 'đi'
| Không xác định            | Hình thức                      | Hình thức                      | Hình thức                      | Hình thức                      | Hình thức                      | Hình thức                      | Hình thức                      |
| ------------------------- | ------------------------------ | ------------------------------ | ------------------------------ | ------------------------------ | ------------------------------ | ------------------------------ | ------------------------------ |
| Nguyên thể                | ir                             | ir                             | ir                             | ir                             | ir                             | ir                             | ir                             |
| Động danh từ              | yendo                          | yendo                          | yendo                          | yendo                          | yendo                          | yendo                          | yendo                          |
| Quá khứ phân từ           | ido (rarely used as adjective) | ido (rarely used as adjective) | ido (rarely used as adjective) | ido (rarely used as adjective) | ido (rarely used as adjective) | ido (rarely used as adjective) | ido (rarely used as adjective) |
| Chỉ định                  | yo                             | tú                             | vos                            | él / ella / usted              | nosotros / nosotras            | vosotros / vosotras            | ellos / ellas / ustedes        |
| Hiện tại                  | voy                            | vas                            | vas                            | va                             | vamos                          | vais                           | van                            |
| Quá khứ chưa hoàn thành   | iba                            | ibas                           | ibas                           | iba                            | íbamos                         | ibais                          | iban                           |
| Quá khứ đã hoàn thành     | fui                            | fuiste                         | fuistes / fuiste               | fue                            | fuimos                         | fuisteis                       | fueron                         |
| Tương lai                 | iré                            | irás                           | irás                           | irá                            | iremos                         | iréis                          | irán                           |
| Điều kiện                 | iría                           | irías                          | irías                          | iría                           | iríamos                        | iríais                         | irían                          |
| Giả định                  | yo                             | tú                             | vos                            | él / ella / usted              | nosotros / nosotras            | vosotros / vosotras            | ellos / ellas / ustedes        |
| Hiện tại                  | vaya                           | vayas                          | vayás / vayas                  | vaya                           | vayamos                        | vayáis                         | vayan                          |
| Quá khứ chưa hoàn thành 1 | fuera                          | fueras                         | fueras                         | fuera                          | fuéramos                       | fuerais                        | fueran                         |
| Quá khứ chưa hoàn thành 2 | fuese                          | fueses                         | fueses                         | fuese                          | fuésemos                       | fueseis                        | fuesen                         |
| Tương lai                 | fuere                          | fueres                         | fueres                         | fuere                          | fuéremos                       | fuereis                        | fueren                         |
| Mệnh lệnh                 |                                | tú                             | vos                            | usted                          | nosotros / nosotras            | vosotros / vosotras            | ustedes                        |
| Khẳng định                |                                | ve                             | andá                           | vaya                           | vamos                          | id                             | vayan                          |
| Phủ định                  |                                | no vayas                       | no vayás / no vayas            | no vaya                        | no vayamos                     | no vayáis                      | no vayan                       |

### Conocer, 'biết (quen với); làm quen với'
| Không xác định            | Hình thức | Hình thức | Hình thức | Hình thức | Hình thức | Hình thức | Hình thức |
| ------------------------- | --- | --- | --- | --- | --- | --- | --- |
| Nguyên thể                | conocer | conocer | conocer | conocer | conocer | conocer | conocer |
| Động danh từ              | conociendo                                                                                                   | conociendo                                                                                                   | conociendo                                                                                                   | conociendo                                                                                                   | conociendo                                                                                                   | conociendo                                                                                                   | conociendo                                                                                                   |
| Quá khứ phân từ           | conocido (conocido, conocida, conocidos, conocidas — số ít giống đực, cái, số nhiều giống đực, cái lần lượt) | conocido (conocido, conocida, conocidos, conocidas — số ít giống đực, cái, số nhiều giống đực, cái lần lượt) | conocido (conocido, conocida, conocidos, conocidas — số ít giống đực, cái, số nhiều giống đực, cái lần lượt) | conocido (conocido, conocida, conocidos, conocidas — số ít giống đực, cái, số nhiều giống đực, cái lần lượt) | conocido (conocido, conocida, conocidos, conocidas — số ít giống đực, cái, số nhiều giống đực, cái lần lượt) | conocido (conocido, conocida, conocidos, conocidas — số ít giống đực, cái, số nhiều giống đực, cái lần lượt) | conocido (conocido, conocida, conocidos, conocidas — số ít giống đực, cái, số nhiều giống đực, cái lần lượt) |
| Chỉ định                  | yo | tú | vos | él / ella / usted                                                                                            | nosotros / nosotras                                                                                          | vosotros / vosotras                                                                                          | ellos / ellas / ustedes                                                                                      |
| Hiện tại                  | conozco | conoces | conocés | conoce | conocemos | conocéis | conocen |
| Quá khứ chưa hoàn thành   | conocía | conocías | conocías | conocía | conocíamos                                                                                                   | conocíais | conocían |
| Quá khứ đã hoàn thành     | conocí | conociste | conocistes / conociste                                                                                       | conoció | conocimos | conocisteis                                                                                                  | conocieron                                                                                                   |
| Tương lai                 | conoceré | conocerás | conocerás | conocerá | conoceremos                                                                                                  | conoceréis                                                                                                   | conocerán |
| Điều kiện                 | conocería | conocerías                                                                                                   | conocerías                                                                                                   | conocería | conoceríamos                                                                                                 | conoceríais                                                                                                  | conocerían                                                                                                   |
| Giả định                  | yo | tú | vos | él / ella / usted                                                                                            | nosotros / nosotras                                                                                          | vosotros / vosotras                                                                                          | ellos / ellas / ustedes                                                                                      |
| Hiện tại                  | conozca | conozcas | conozcás / conozcas                                                                                          | conozca | conozcamos                                                                                                   | conozcáis | conozcan |
| Quá khứ chưa hoàn thành 1 | conociera | conocieras                                                                                                   | conocieras                                                                                                   | conociera | conociéramos                                                                                                 | conocierais                                                                                                  | conocieran                                                                                                   |
| Quá khứ chưa hoàn thành 2 | conociese | conocieses                                                                                                   | conocieses                                                                                                   | conociese | conociésemos                                                                                                 | conocieseis                                                                                                  | conociesen                                                                                                   |
| Tương lai                 | conociere | conocieres                                                                                                   | conocieres                                                                                                   | conociere | conociéremos                                                                                                 | conociereis                                                                                                  | conocieren                                                                                                   |
| Mệnh lệnh                 | | tú | vos | usted | nosotros / nosotras                                                                                          | vosotros / vosotras                                                                                          | ustedes |
| Khẳng định                | | conoce | conocé | conozca | conozcamos                                                                                                   | conoced | conozcan |
| Phủ định                  | | no conozcas                                                                                                  | no conozcás                                                                                                  | no conozca                                                                                                   | no conozcamos                                                                                                | no conozcáis                                                                                                 | no conozcan                                                                                                  |